# Klasztor Ettal
Klasztor Ettal – barokowy kompleks klasztorny w Ettal, niewielkiej miejscowości położonej 10 km na północ od Garmisch-Partenkirchen i na południowy wschód od Oberammergau. Opactwo powstało już 1330 dla sprowadzonych tutaj benedyktynów, którzy do dziś opiekują się opactwem. Klasztor ten zachował swoje historyczne zaplecze (m.in. budynek browaru). Ponadto znajduje się tu siedziba Bawarskiej Kongregacji Benedyktynów (niem. Bayerische Benediktinerkongregation), dom gościnny, gimnazjum z internatem.
Założony przez cesarza Ludwika IV Bawarskiego 28 kwietnia 1330, w dzień Świętego Witalisa. Zanim powstał klasztor na tym miejscu znajdowała się figura Marii, dar Ludwika Bawarskiego, która stała się obiektem kultu i celem pielgrzymek, stąd też kościół otrzymał wezwanie Wniebowzięcia Marii Panny. Klasztor ten powstał na szlaku łączącym Augsburg z Weroną, zarówno Bawaria jak i Italia były ważnymi miejscami w polityce cesarza. Fundacja ta stanowiła wypełnienie przysięgi cesarza po jego powrocie z Rzymu gdzie w 1328 otrzymał koronę cesarską z rąk antypapieża Mikołaja V, powołanego po usunięciu przez Ludwika IV z urzędu papieża Jana XXII, który nałożył na władcę klątwę. Budowa opactwa trwała w latach 1330–1370.

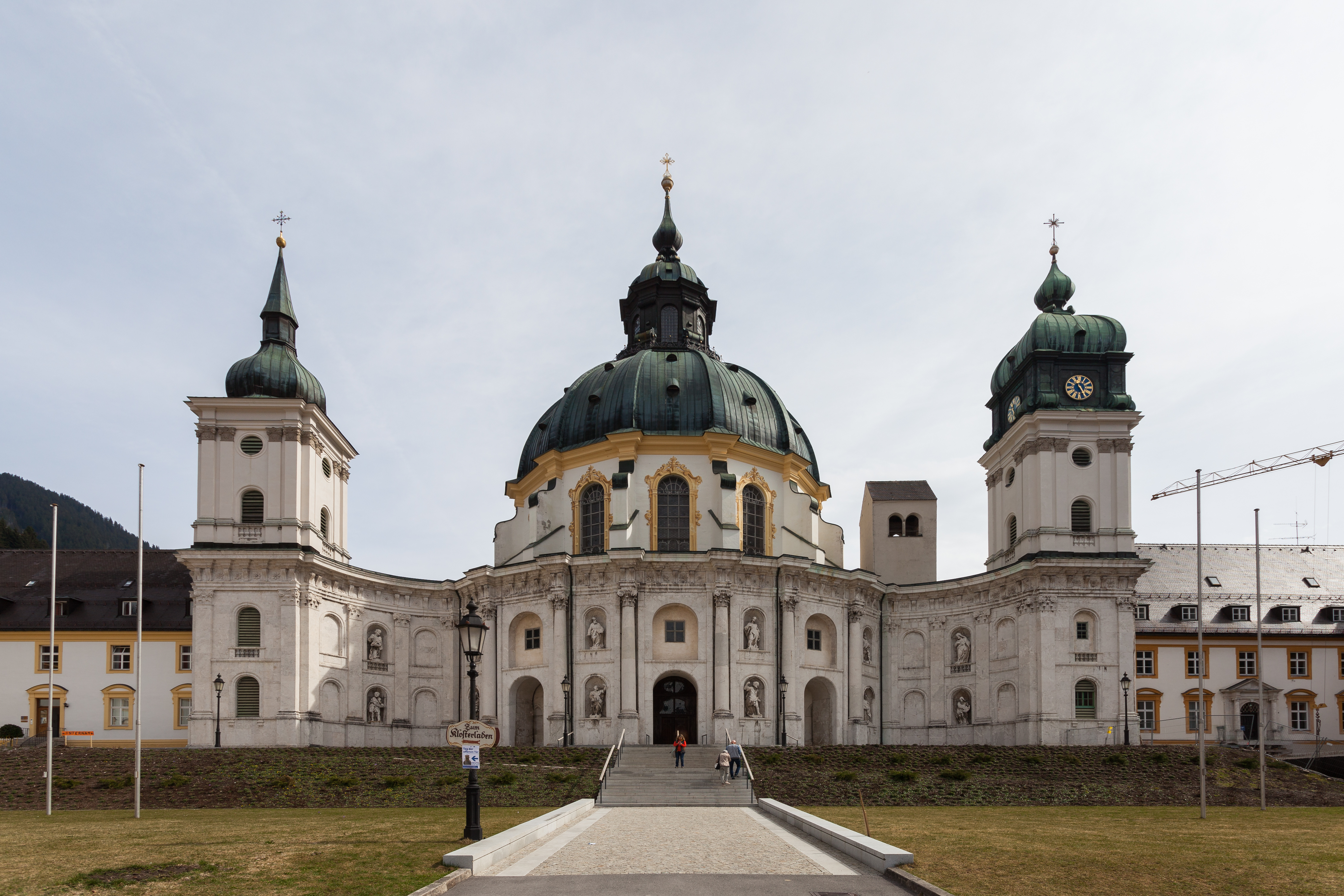
Klasztor Ettal – widok na kościół

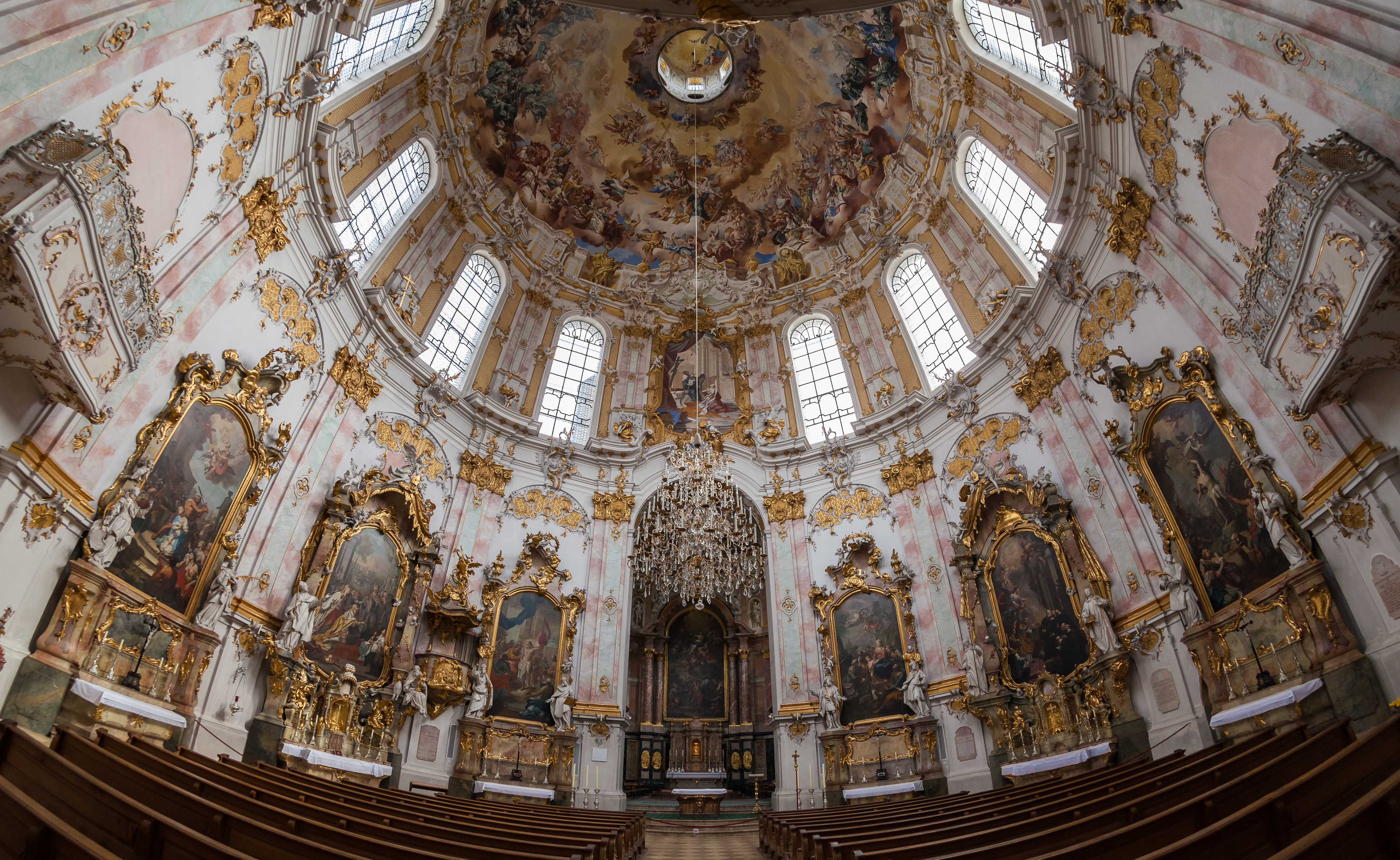
Wnętrze kościoła

Kościół powstał na planie dwunastoboku jako ideowa kopia Grobu Pańskiego w Jerozolimie. Była to gotycka budowla z nawą, której sklepienia wspierały się na położonym w centrum filarze. Do dziś zachował się gotycki portal z tympanonem fundacyjnym. Przedstawia on Grupę Ukrzyżowania u stóp których klęczą postaci Ludwika IV Bawarskiego i jego żony Małgorzaty Holenderskiej. Kres świetności opactwa położyła reformacja, kiedy to pod klasztor najechały wojska elektora Saksonii Maurycego Wettyna. Zdobyte opactwo zostało poważnie zniszczone, a następnie odbudowane. W 1709 opat Placidus II Seiz, założył na terenie opactwa Akademię Rycerską (niem. Ritterakademie) która się stała cenioną instytucją i ośrodkiem edukacji w Bawarii. W 1744 pożar zniszczył kompleks. Odbudowany został w duchu baroku. Zachowano pierwotny plan kościoła dodając od wschodu okrągłe w planie prezbiterium. Pracami kierował Enrico Zuccali architekt związany z Włochami i Szwajcarią, znający twórczość Berniniego. Wnętrze otrzymało bogatą dekorację stiukową oraz malarską i nowy barokowy wystrój. Dekoracja stiukowa jest dziełem przedstawicieli tzw. Szkoły z Wessobrunn – Johanna Georga Uebelherra (1703–1763) i Franza Xavera Schmuzera (1713–1775). Freski namalowali artyści z Tyrolu – Johann Jakob Zeiller (1708–1783) i Martin Knoller (1725–1804). Johann Baptist Straub (1704–1784) wykonał ołtarz główny, zaś organy są dziełem Johanna Georga Hoerthricha ze Szwabii.
W 1803 dokonano kasaty klasztoru. Od 1809 był własnością Josefa von Elbinga, w 1859 majątek sprzedano księciu Pappenheim. Dokonano drobnych zmian i renowacji, przede wszystkim elewacji zewnętrznych. W 1898 klasztor nabył baron Theodor von Cramer-Klett, dwa lata później został zwrócony benedyktynom. Zakonników sprowadzono z bawarskiego opactwa w Scheyern. W 1920 kościół klasztorny otrzymał status bazyliki mniejszej.